# Pedro Osório
Pedro Osório là một đô thị thuộc bang Rio Grande do Sul, Brasil. Đô thị này có diện tích 603,914 km², dân số năm 2007 là 8039 người, mật độ 13,31 người/km².